# Bernd Fabritius

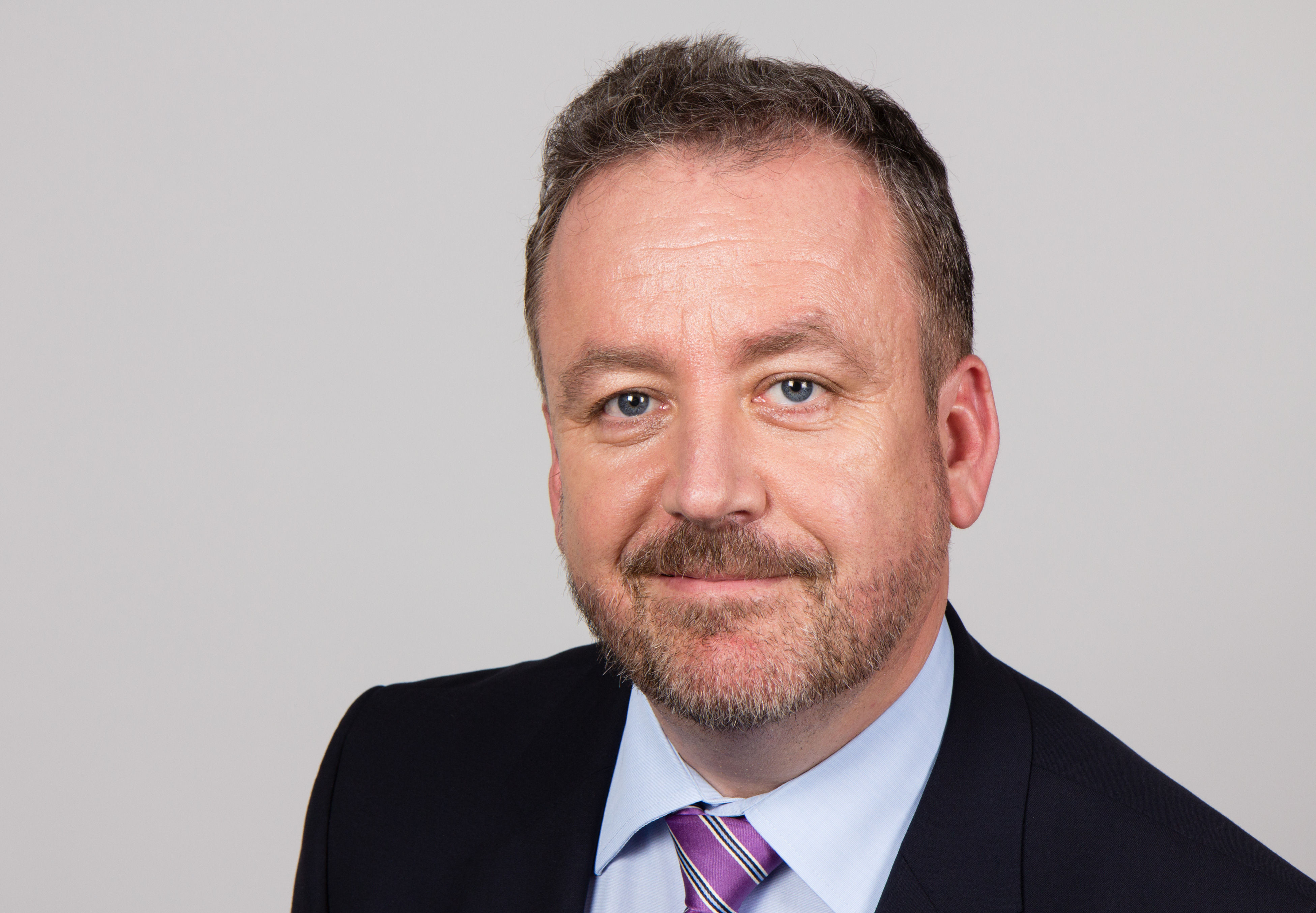
Bernd Fabritius (2014)

Bernd-Bernhard Fabritius (* 14. Mai 1965 in Agnita (Agnetheln), Rumänien) ist ein deutscher Politiker (CSU) und Verbandsfunktionär. Er ist seit 2014 Präsident des Bundes der Vertriebenen. Seit 2025 ist er erneut Beauftragter der Bundesregierung für Aussiedlerfragen und nationale Minderheiten; ein Amt, das er bereits von 2018 bis 2022 innehatte. Von 2013 bis 2017 sowie von März bis Oktober 2021 war er Mitglied des Deutschen Bundestages.

## Leben
Fabritius ist der Sohn eines Versicherungskaufmanns und einer Bankkauffrau. Nach dem Abitur am Samuel-von-Brukenthal-Gymnasium in Hermannstadt 1983 war er in der Stadt kurz als Hilfslehrer tätig. Er wanderte 1984 mit seinen Eltern und seinen beiden Geschwistern nach Deutschland aus. Hier studierte Fabritius ab 1985 Staatliche Sozialverwaltung an der Bayerischen Beamtenfachhochschule. Nach dem Abschluss als Diplom-Verwaltungswirt (FH) 1988 wurde er vom Bayerischen Staatsministerium für Arbeit, Sozialordnung, Familie, Frauen und Gesundheit als Beamter in den Dienst des Freistaates Bayern übernommen und im Bereich der Landesversicherungsanstalt Oberbayern (LVA) eingesetzt. Neben dieser Tätigkeit studierte er Politikwissenschaften an der Hochschule für Politik München. Mit dem Abschluss dieses Studiums 1991 (Abschlusszertifikat HFP) beendete er auch seine Tätigkeit bei der LVA Oberbayern und ließ sich als gerichtlich zugelassener Rentenberater (Sozialrechtsbeistand) nieder.
Von 1991 bis 1994 studierte er Rechtswissenschaft an der Ludwig-Maximilians-Universität München und legte das I. Staatsexamen ab, 1996 absolvierte er das II. Staatsexamen. 2001 bis 2003 Promotion zum Doktor der Rechte (Kooperationsverfahren der Universitäten Tübingen und Hermannstadt/Sibiu, Europäisches Verwaltungsprozessrecht; Magna Cum Laude). Fabritius ist seit 1997 als Rechtsanwalt in München tätig und leitet eine Schwerpunktkanzlei für Sozialrecht (Fremdrentenrecht, Sozialprozessrecht). Tätigkeitsschwerpunkte sind ferner Strafrecht sowie Familienrecht und das Recht der eingetragenen Lebenspartnerschaften. Er lehrte Prozessrecht an der Fachhochschule der Sächsischen Verwaltung Meißen sowie als Prof. Univ. asociat der Juristischen Fakultät der Universität „Lucian Blaga“ sowie der Deutsch-Rumänischen Universität für Rechtswissenschaften und Europäische Institutionen (ROGER) in Hermannstadt/Sibiu.
Fabritius lebt in einer eingetragenen Lebenspartnerschaft.

## Politik
Seit 2010 ist Fabritius stellvertretender Landesvorsitzender der Union der Vertriebenen und Aussiedler (UdV) und Vorstandsmitglied der Ost- und Mitteldeutsche Vereinigung. Seit Dezember 2015 ist er durch seine Funktion als Präsident des Bundes der Vertriebene kooptiertes Mitglied des Parteivorstandes der Christlich-Sozialen Union (CSU).
Bei der Bundestagswahl 2013 gelang ihm der Einzug in den Deutschen Bundestag.
Fabritius war Vorsitzender des Unterausschusses für Auswärtige Kultur- und Bildungspolitik des Deutschen Bundestages, ordentliches Mitglied im Auswärtigen Ausschuss und im Ausschuss für Menschenrechte und humanitäre Hilfe sowie stellvertretendes Mitglied im Innenausschuss und dem Rechtsausschuss des Deutschen Bundestages. Zudem vertrat er die Bundesrepublik Deutschland als Mitglied in der Parlamentarischen Versammlung des Europarates (Vorsitzender ad.interim des Ausschusses für Rechtsangelegenheiten und Menschenrechte) und wurde 2014 vom Deutschen Bundestag als Vertreter in das Kuratorium der Bundesstiftung Magnus Hirschfeld und in den Sudetendeutschen Rat entsandt.
Fabritius war stellvertretender Vorsitzender in der Deutsch-Rumänischen Parlamentariergruppe sowie Mitglied in der Deutsch-Amerikanischen und der Deutsch-Kanadischen Parlamentariergruppe. Im Jahr 2015 übernahm Fabritius im Rahmen eines Programms des Menschenrechtsausschusses des Bundestages eine Patenschaft für den in Russland inhaftierten ukrainischen Filmemacher Oleh Senzow. Am 11. April 2018 wurde er zum Beauftragten der Bundesregierung für Aussiedlerfragen und Nationale Minderheiten berufen. Dieses Amt hatte er bis zum 14. April 2022 inne. Ihm folgte Natalie Pawlik nach.
Nach der Bundestagswahl 2017 verlor er sein Mandat und rückte am 22. März 2021 für den ausgeschiedenen Abgeordneten Tobias Zech nach. Zur Bundestagswahl 2021 kandidierte er auf Platz 23 der CSU-Landesliste, diese Platzierung war jedoch für eine erneute Mitgliedschaft im Parlament nicht ausreichend.
Am 28. Mai 2025 wurde Fabritius erneut zum Beauftragten der Bundesregierung für Aussiedlerfragen und nationale Minderheiten ernannt.

## Ehrenämter
Fabritius ist seit 1998 in verschiedenen leitenden Funktionen innerhalb der Gemeinschaft der Siebenbürger Sachsen ehrenamtlich tätig. Von 2007 bis 2019, ab 2015 als Doppelspitze zusammen mit Herta Daniel, war Fabritius Bundesvorsitzender des Verbandes der Siebenbürger Sachsen in Deutschland e. V. und Präsident der weltweiten Föderation der Siebenbürger Sachsen. Er tritt für eine Förderung des kollektiven Selbstverständnisses innerhalb der Mitgliedsverbände in der Föderation der Siebenbürger Sachsen (Demokratisches Forum der Deutschen in Siebenbürgen; Bundesverband der Siebenbürger Sachsen in Österreich, Landsmannschaft der Siebenbürger Sachsen in Kanada, Alliance of Transylvanian Saxons in the United States of America und Verband der Siebenbürger Sachsen in Deutschland e. V.), sowie nachhaltige Integrationsbemühungen für die heute mehrheitlich in Deutschland lebenden Siebenbürger Sachsen ein. Gleichzeitig fördert er die verstärkte Wahrnehmung einer Brückenfunktion zu dem Herkunftsgebiet der Siebenbürger Sachsen (Siebenbürgen/Rumänien).
Im Jahre 2000 wurde Fabritius von der bayerischen Staatsministerin für Arbeit, Soziales, Gesundheit, Familie und Frauen, Barbara Stamm, als Vertreter der bayerischen Seite in das zwischenstaatliche, bayerisch-rumänische Kuratorium für soziale und medizinische Projekte berufen. Er ist Gründungsmitglied und Vizepräsident der Stiftung Bavaria-Romania für Soziale Assistenz in Rumänien, Mitglied im Vertriebenenbeirat des Bayerischen Staatsministeriums für Arbeit, Soziales, Familie und Frauen, im Beirat des Hauses des Deutschen Ostens in München, Mitglied im Landesplanungsbeirat des Bayerischen Staatsministeriums für Wirtschaft, Infrastruktur, Verkehr und Technologie, Mitglied der Bundesversammlung und des Präsidiums im Bund der Vertriebenen (BdV), seit 23. Oktober 2010 Vizepräsident des BdV, Vorstandsmitglied im Landesverband Bayern, Mitglied im Vorstand des Hilfskomitees der Siebenbürger Sachsen und Banater Schwaben im Diakonischen Werk der EKD sowie Mitglied im Aufsichtsrat der Honterus Druckerei- und Verlags Gesellschaft Hermannstadt. Am 8. Juli 2010 wurde Fabritius vom Deutschen Bundestag als Mitglied in den Stiftungsrat der Stiftung Flucht, Vertreibung, Versöhnung in Berlin gewählt.
Am 7. November 2014 wurde Fabritius zum Nachfolger von Erika Steinbach im Amt des BdV-Präsidenten gewählt, nachdem er seit 2010 Stellvertreter war.

## Auszeichnungen (Auswahl)
- 2011: Medaille für besondere Verdienste um Bayern in einem Vereinten Europa[17]
- 2023: Bayerischer Verdienstorden[18]